# 대촌 나들목
대촌 나들목(Daechon IC)은 광주광역시 남구 석정동에 설치될 예정인 강진광주고속도로의 교차로이다. 2026년에 개통될 예정이다.

## 역사
- 2017년 11월 24일 : 2024년까지 나들목 신설을 위해 광주광역시 도시계획시설 교통광장에 남구 석정동 일원을 고시[1]

## 구조물 정보
- 위치 : 광주광역시 남구 석정동

## 접속하는 도로
- 회재로